# Crocodile nain
Osteolaemus tetraspis
Genre
Espèce
Synonymes
- Crocodilus frontatus (Cope, 1861)
- Halcrosia afzelii Lilljeborg, 1867
- Halcrosia nigra Gray, 1867
- Osteolaemus osborni Schmidt, 1919

Statut de conservation UICN

 VU A2cd : Vulnérable
Statut CITES
Osteolaemus tetraspis, unique représentant du genre Osteolaemus, est une espèce de crocodiliens de la famille des Crocodylidae.
En français, cette espèce est appelée Crocodile nain ou Crocodile à front large. En Côte d'Ivoire, en langue kroumen, il est appelé « Robeh ».

## Liste des sous-espèces

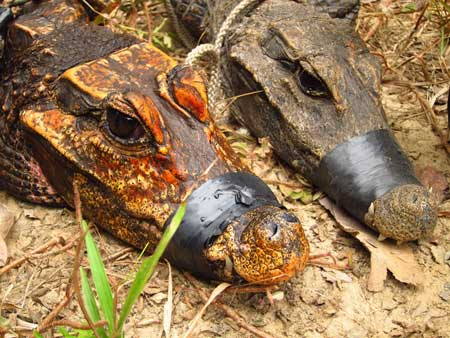
Crocodile nain

Selon The Reptile Database (8 août 2013) et la base ITIS (2021) :
- Osteolaemus tetraspis tetraspis Cope, 1861
- Osteolaemus tetraspis osborni Schmidt, 1919

Une nouvelle population (Crocodile Orange) a été identifiée en 2010 « dans les réseaux de grottes gabonaises d'Abanda (en) de la région d’Omboué » par l'expédition Abanda 2010 conduite par l'Institut de Recherche pour le Développement (IRD) et la Fondation Liambissi, en partenariat avec les universités de Rouen et de Floride. Cette expédition « avait découvert, par hasard, une population de crocodiles nains de couleur orange, [les premiers] [...] jamais recensés dans ce type d’habitat cavernicole ». Les analyses effectuées à partir des prélèvements de 2010 ont montré une divergence génétique significative par rapport aux crocodiles nains échantillonnés sur le territoire gabonais, confirmant l’isolement de la population cavernicole. Les observations ont montré que les crocodiles cavernicoles se nourrissent exclusivement des organismes présents dans les grottes (criquets, chauves-souris), confirmant ainsi leur inféodation complète au milieu souterrain.

## Description et éléments d'écologie
C'est un crocodile dont le museau est très court, et la distance entre les yeux et l’extrémité du museau similaire ou à peine supérieure à la largeur du museau au niveau du bord antérieur des yeux. La longueur de la queue est inférieure à la moitié de la longueur totale. Les adultes mesurent entre 80 et 120 cm (maximum environ 200 cm) et les nouveau-nés mesurent de 20 à 25 cm. La coloration générale des adultes est brun noirâtre à noire et celle des juvéniles est brun jaunâtre avec des taches et barres transversales noires, et une face ventrale jaune et noire. Il est principalement nocturne et chasse aussi bien à terre que dans l’eau. Il se nourrit d’insectes, mille-pattes, crustacés, amphibiens, poissons et autres invertébrés et petits vertébrés. Il n’attaque jamais l’Homme mais peut mordre quand il est capturé et manipulé. La femelle pond dans un nid d’environ 1,5 m de diamètre et 70 cm de haut construit avec de la terre, des feuilles mortes et des brindilles. Pendant les 4 mois que dure l’incubation, elle veille sur le nid en attaquant tout éventuel prédateur,.

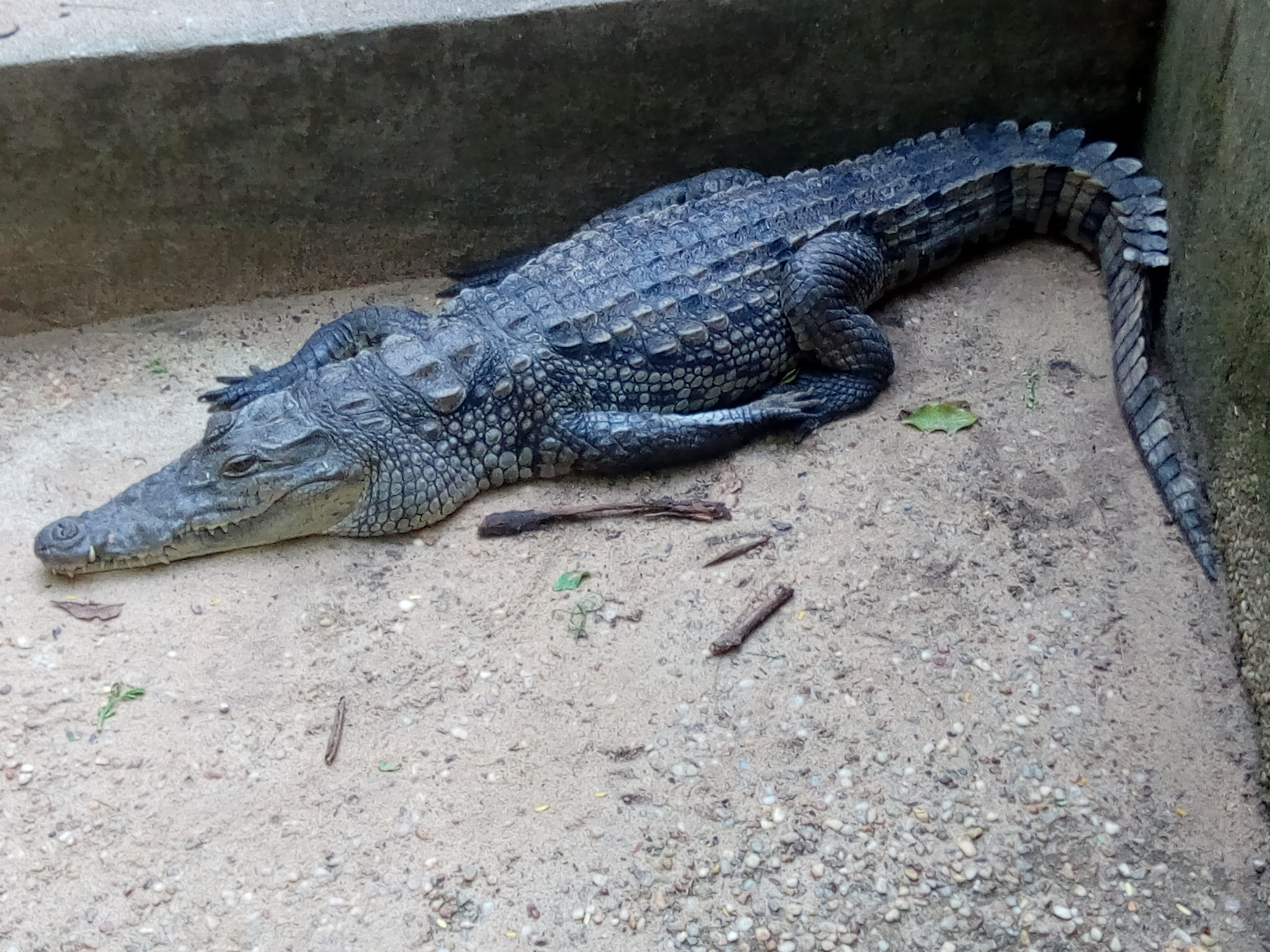
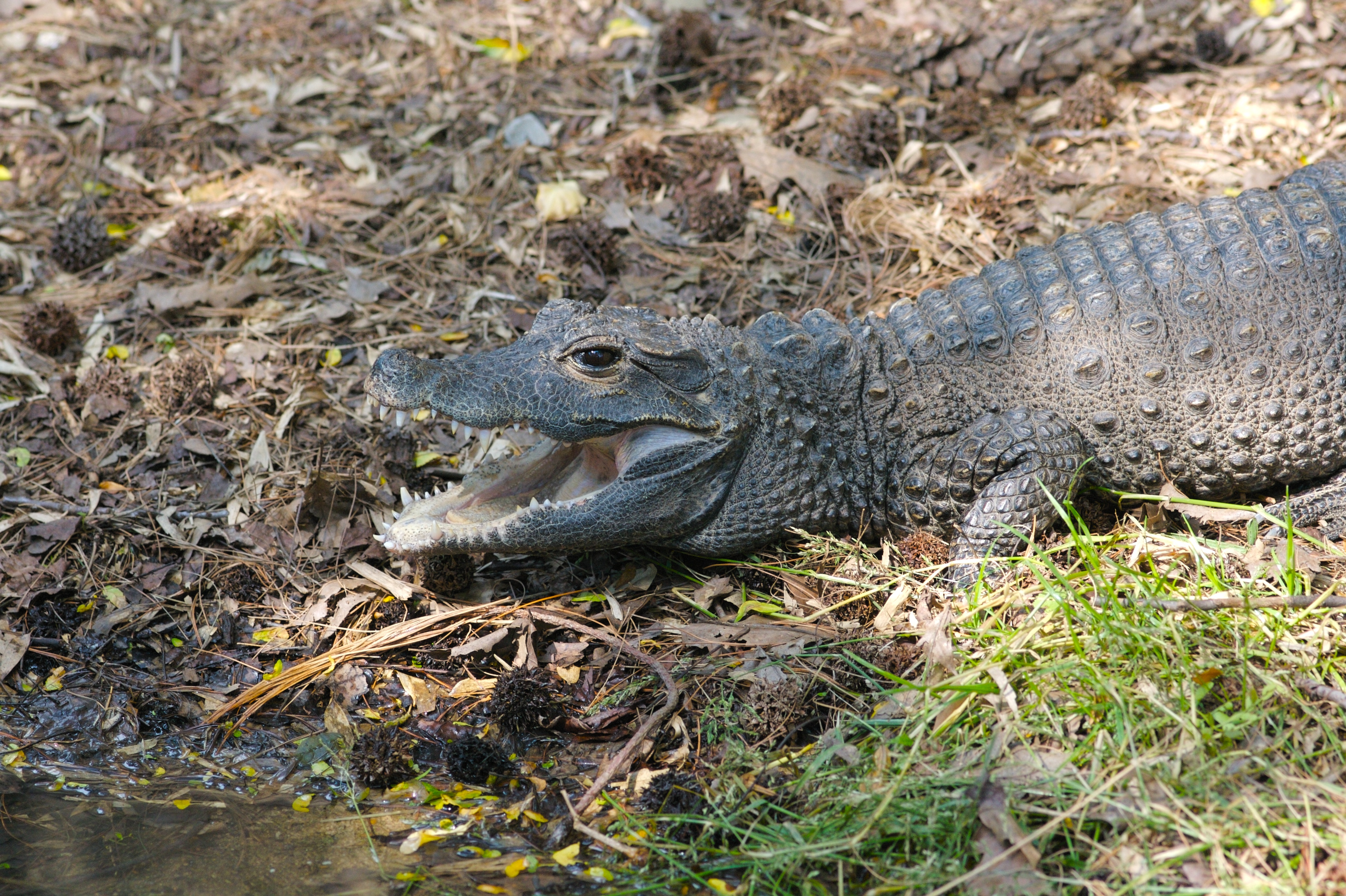
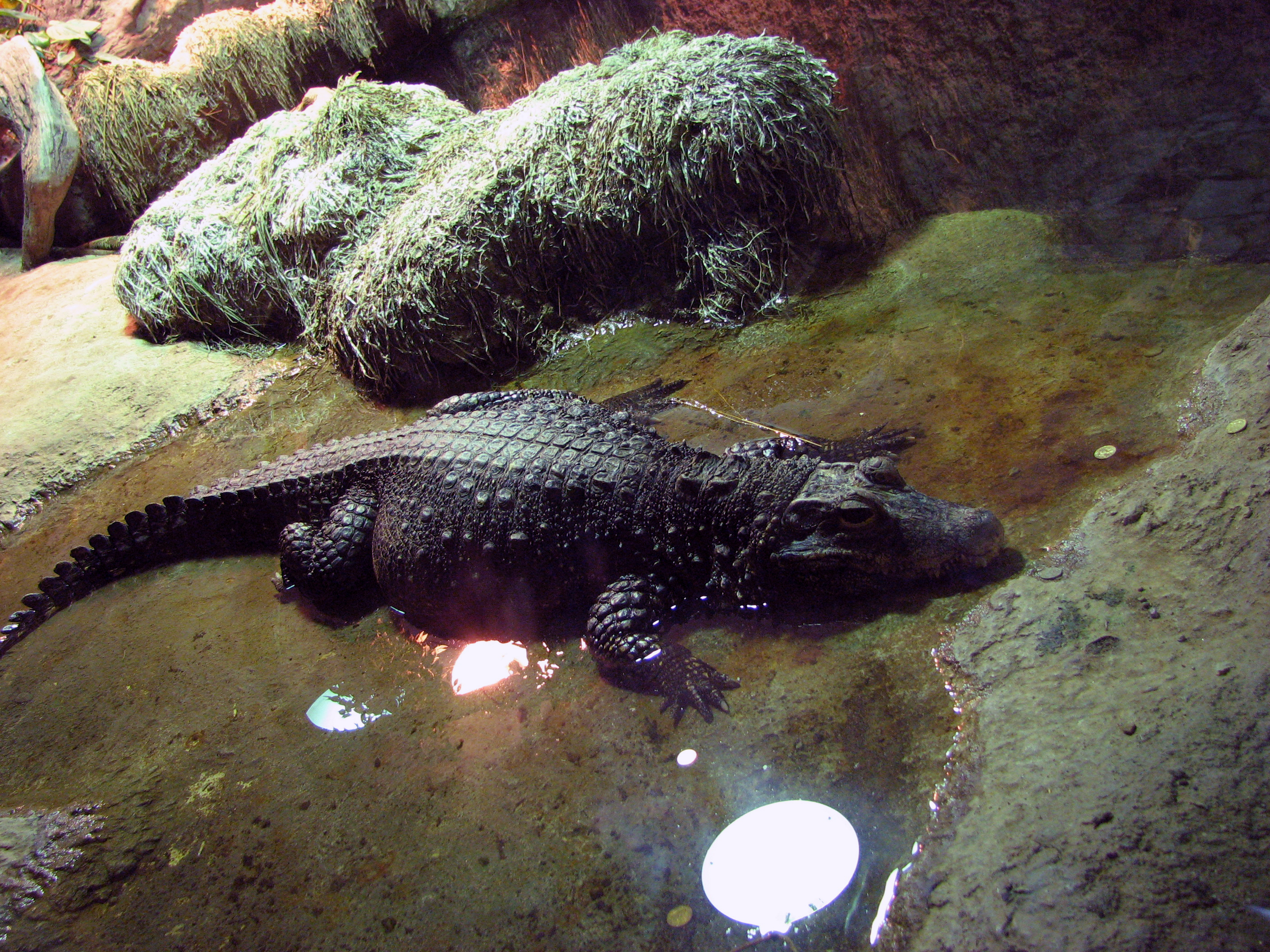
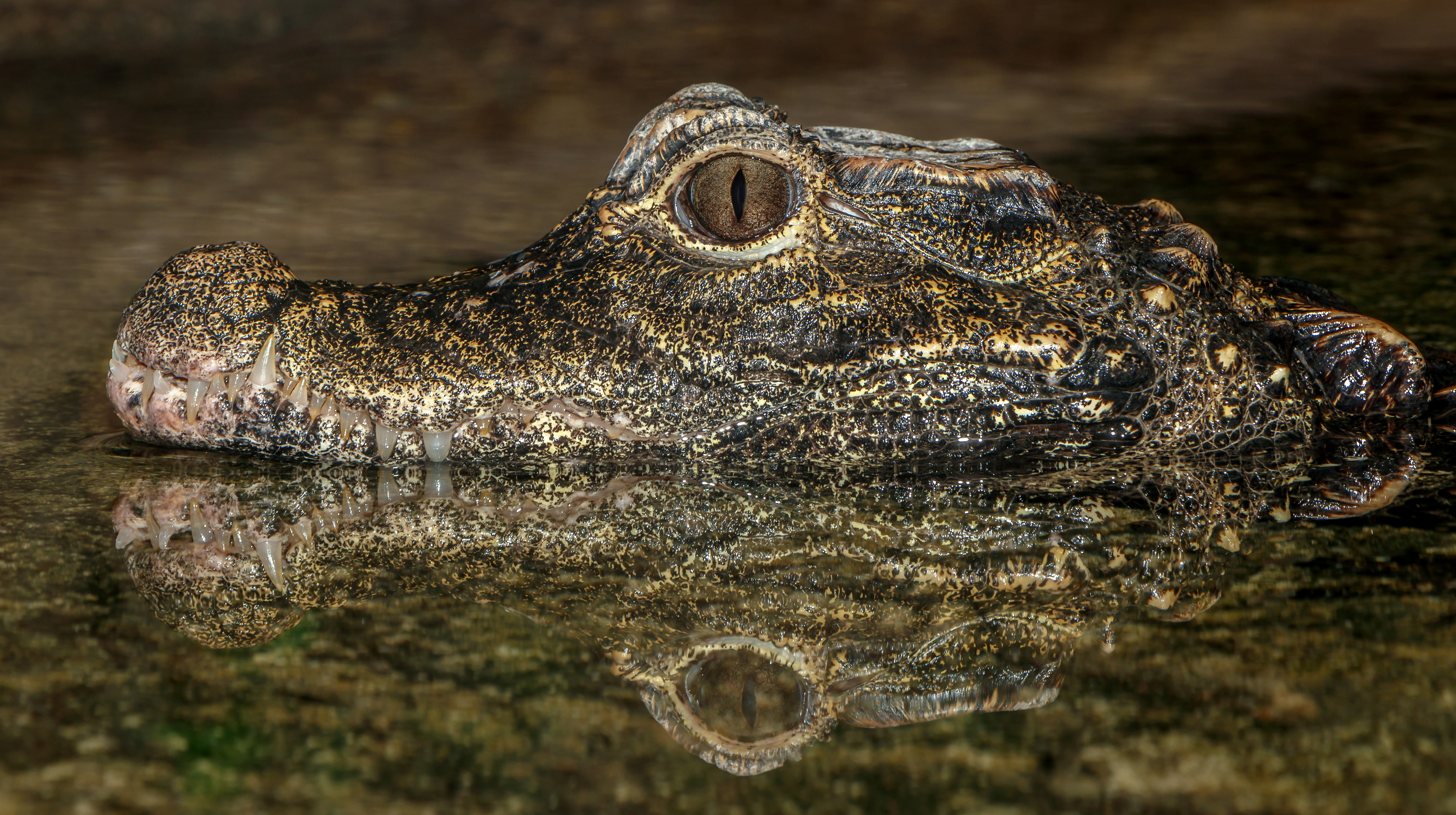

## Répartition

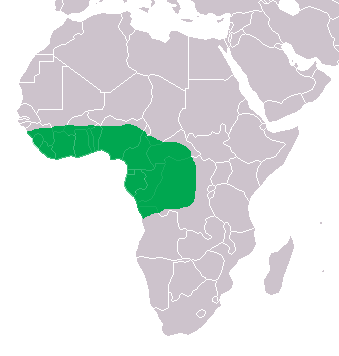
Distribution

Cette espèce se rencontre au Sénégal, au Mali, en Gambie, en Guinée-Bissau, en Guinée, au Liberia, en Sierra Leone, en Côte d'Ivoire, au Burkina Faso, au Ghana, au Bénin, au Togo, au Nigeria, au Cameroun, au Gabon, en Guinée équatoriale, au Congo-Kinshasa, en Centrafrique, en Ouganda, en Angola et au Congo-Brazzaville. En Côte d'Ivoire, sa présence est confirmée dans les forêts du Sud-Ouest à la frontière avec le Liberia, et dans le Sud-Est au niveau du parc national des Iles Ehotilés.

## Conservation
Les effectifs de l'espèce sont estimés de 25 000 à 100 000 individus. Elle ne semble pas menacée même si dans deux pays, l'espèce a vu ses effectifs très fortement se réduire[citation nécessaire].
Le crocodile nain est aujourd'hui encore chassé pour la viande, plus rarement comme trophée de chasse et dans le cadre du commerce du cuir. Ce commerce du cuir - fait au profit de certaines grandes marques comme Lacoste dans les années 1980 - a par contre fortement réduit les effectifs de cette espèce. La diminution des galeries marécageuses et autres mares forestières non anthropisées est un autre facteur important de la diminution et de la fragmentation des populations.

## Étymologie

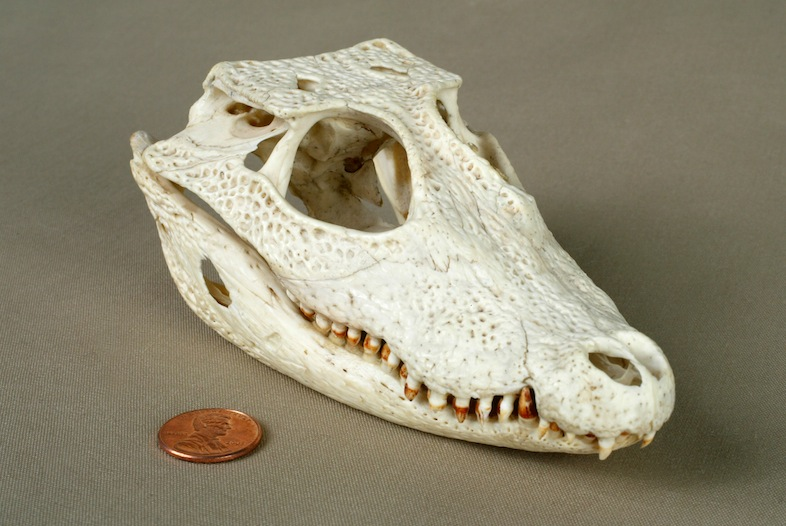
Un crocodile nain (Osteolaemus tetraspis) dans la collection du Musée des enfants d'Indianapolis

- Le nom du genre, Osteolaemus, vient du grec osteon (os) et de laimos (gorge), pour évoquer les plaques qui recouvre la nuque et le ventre.
- Le nom de l'espèce, tetraspis, vient du grec tetra (quatre) et aspis (bouclier), pour évoquer les quatre plaques derrière la nuque.
- Le nom de la sous-espèce, osborni, commémore le zoologiste américain Henry Fairfield Osborn (1857-1935).

## Publications originales
- Cope, 1861 : Recent species of Emydosaurian reptiles represented in the Museum of the Academy. Proceedings of the Academy of Natural Sciences of Philadelphia, vol. 12, p. 549-551 (texte intégral).
- Schmidt, 1919 : Contributions to the Herpetology of the Belgian Congo based on the Collection of the American Congo Expedition, 1909-1915. Part I: turtles, crocodiles, lizards, and chamaeleons. Bulletin of the American Museum of Natural History, vol. 39, no 2, p. 385-624 (texte intégral).